# Ungleichung von Finsler
Die Ungleichung von Finsler (englisch inequality of Finsler) ist eine Ungleichung der Analytischen Zahlentheorie. Sie geht auf eine Arbeit des Mathematikers Paul Finsler aus dem Jahre 1945 zurück. Die Ungleichung knüpft direkt an das bertrandsche Postulat an, dessen inhaltliche Richtigkeit sie unmittelbar bestätigt.

## Darstellung der Ungleichung
Die finslersche Ungleichung liefert eine elementar beweisbare untere Abschätzung im Zusammenhang mit der Primzahlfunktion {\displaystyle x\mapsto \pi (x)\,,x\in \mathbb {R} }:
Für eine natürliche Zahl {\displaystyle n>1} gilt stets
{\displaystyle \pi (2n)-\pi (n)>{\frac {n}{3\cdot \ln(2n)}}} .

## Zweite Ungleichung
In seiner Arbeit von 1951 legte Paul Finsler auch eine zweite Ungleichung vor, nämlich eine obere Abschätzung zur Primzahlfunktion:
Für eine natürliche Zahl {\displaystyle n>1} ist stets die Ungleichung
{\displaystyle \pi (2n)-\pi (n)<{\frac {7n}{5\cdot \ln(n)}}}
erfüllt.